# 阿蓋蓋斯
6°29′N 2°32′E / 6.483°N 2.533°E

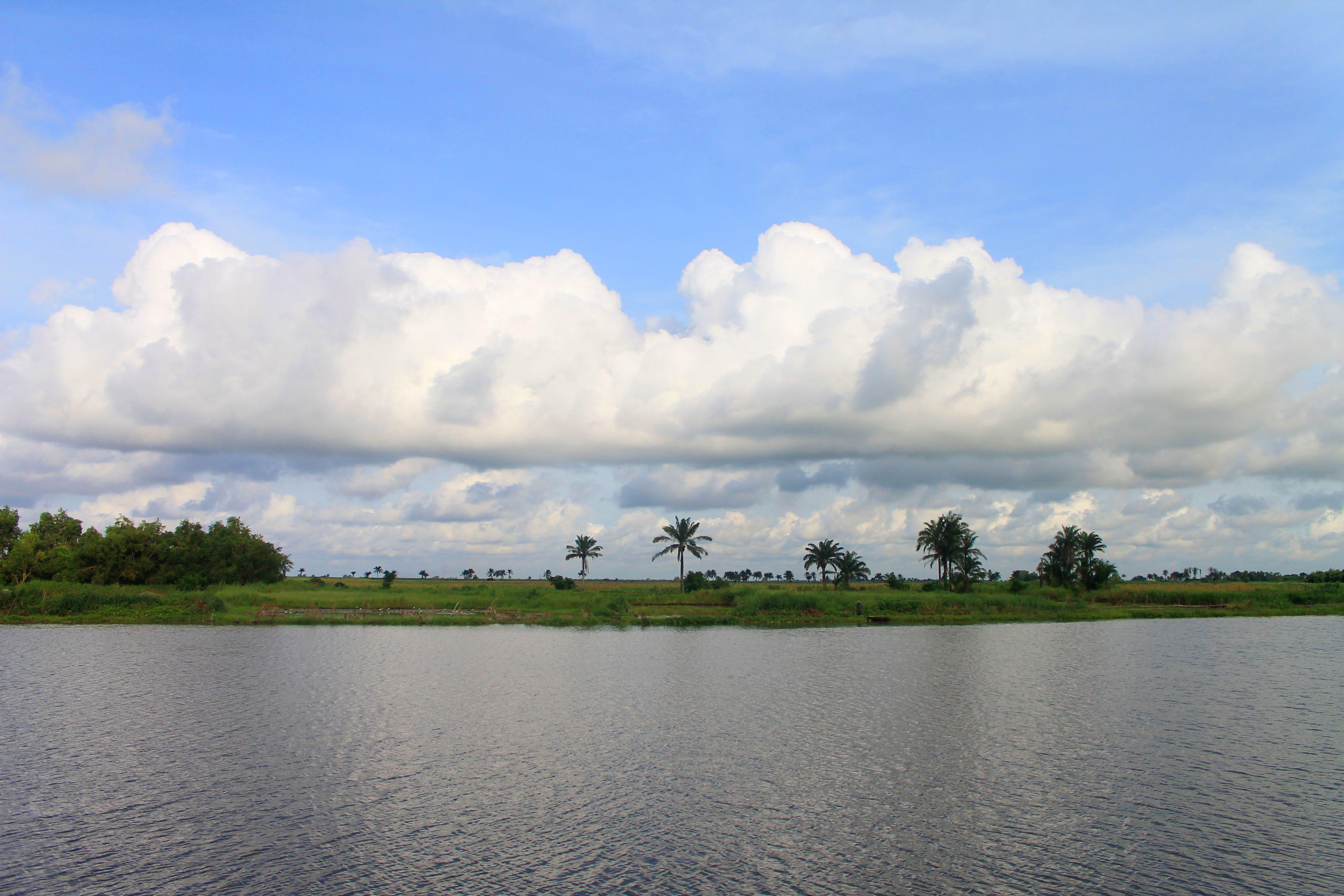
阿蓋蓋斯

阿蓋蓋斯（法語：Aguégués）是貝寧的城鎮，位於該國東南部，由韋梅省負責管轄，面積52平方公里，海拔高度41米，2013年該城鎮人口44,562，人口密度每平方公里857人。